# Гревенброих
Гревенброих (њем. Grevenbroich) град је у немачкој савезној држави Северна Рајна-Вестфалија. Један је од 8 општинских средишта округа Рајн Нојс. Налази се у градском троуглу Диселдорф-Келн-Менхенгладбах. Крајем 2019. године град је имао 67.736 становника.

## Баштенска изложба
1995. године одржана је државна прва баштенска изложба у градском парку Гревенброиха. Град је 2005. године добио „Златну награду“ на републичком конкурсу „Цвета наш град“. Гревернброих је један од немачких градова са највише цвећа, поготово лала.

## Географски и демографски подаци
Гревенброих се налази у савезној држави Северна Рајна-Вестфалија у округу Рајн Нојс. Град се налази на надморској висини од 54 метра. Површина општине износи 102,5 km². Због свог положаја у Келнском заливу, Гревенбројх припада атлантско-поморском климатском подручју које карактеришу зиме са мало снега и просечном јануарском температуром од 2 °C. Просечна температура у јулу је 18 °C, просечна годишња температура је 10 °C. Дакле, Гревенброих се може убројати међу најтоплије регионе у Немачкој; Снежне падавине које трају неколико дана су изузетак. Просечна годишња количина падавина је 743 мм. Према попису из 2010. године, у граду је живело 67.197 људи, мада тај број се током година мало повећао.

## Историја
Крајем 13. века, у близини старог римског пута између Рајне и Мезе, мочварно подручје су раскрчили грофови Кесел, чије је седиште предака била округ Кесел на Масу. Усред својих поседа подигли су утврђени комплекс замка на шљунчаној обали, који је био окружен каменоломима, мочварама и Ерфтом, пружајући сигурну заштиту од непријатељских напада.
У 15. веку, војводе од Јилиха су некадашњи комплекс замка претворили у владарску палату, у којој се од 1425. године неколико пута одржавао парламент државе Јилих. Зграда Палас и зграда капије која је одвајала замак од града и даље су ту од некадашњег дворца. Данас је стари замак са својом гастрономијом и великим салама за састанке и конференције културни и друштвени центар у центру града, тако да је Гревенброих одувек називан градом замком.
Све до 1794.године, Гревенброих је био седиште округа Јилих Гревенброих, који је обухватао и градове Менхенгладбах и Рејт.
| Мјесто    | Држава    | Врста сарадње | Од    |
| --------- | --------- | ------------- | ----- |
| Кесел     | Холандија | контакт       | 2000. |
| Цеље      | Словенија | партнерство   | 1986. |
| Сен Шамон | Француска | партнерство   | 1981. |
| Извор     |           |               |       |